# بطرس المبجل
بطرس المبجل أو بطرس المحترم أوبطرس المكرم أو بطرس الموقر (باللاتينية: Petrus Venerabilis) (بالفرنسية: Pierre le Vénérable) (نحو 1092 - 1156 م) هو راهب ولاهوتي فرنسي، رئيس دير كلوني في جنوب فرنسا. اهتم بأحوال المستعربين الكاثوليك في أسبانيا فترة حكم المسلمين.
شكل بطرس فريق ترجمة لنقل أعمال من العربية إلى اللاتينية، من أهم ما ترجمه هذا الفريق القرآن وتعتبر أول ترجمة غربية للقرآن. ومن أبرز مكوني هذا الفريق الرهبان:
1. روبرت الكيتوني Rubert von Ketton
2. هرمان الدلماطي Hermann von Dalmatia
3. بطرس الطليطلي
4. بطرس البواتييهي Petrus von Powatie